# Plesiops
Plesiops ist die artenreichste Gattung der Familie der Mirakelbarsche (Plesiopidae). Die verschiedenen Arten der Gattung kommen in den Korallenriffen des tropischen Indopazifiks und im Roten Meer vor.

## Merkmale
Plesiops-Arten werden 5 bis 20 cm lang und sind langgestreckte, seitlich abgeflachte Fische mit stumpf abgerundeten Köpfen, großen Mäulern und Augen. Die ungeteilte Rückenflosse beginnt hinter der Bauchflossenbasis. Die Bauchflossen sind auffallend lang und schmal und viele Arten der Gattung zeigen auf der Rücken- und der Afterflosse ein blaues, rotes oder gelbes Streifenmuster. Die vorderen Nasenöffnungen sind röhrenförmig und kleiner als die hinteren. Die Maxillare reicht bis unter den Hinterrand der Augen oder darüber hinaus. Die Zähne in Ober- und Unterkiefer sind in 2 bis 6 Reihen angeordnet. Drei größere Fangzähne befinden sich auf jeder Seite der Prämaxillare. Auch der Gaumen (Vomer und Palatinum) ist bezahnt. Die Zunge ist unbezahnt. Der Kopf ist von der Maulspitze bis zu den Augen unbeschuppt. Die Schuppen auf den Wangen, im Nacken, auf dem Kiemendeckel und an der Basis von Rücken- und Afterflosse sind Rundschuppen, die übrigen sind Kammschuppen. Die Schuppen sind relativ groß und besitzen ein deutliches Zentrum, von dem die Radii zu den Schuppenrändern verlaufen. Die Seitenlinie ist in einen oberen und einen unteren Abschnitt unterteilt. Der vordere verläuft unterhalb der Rückenflossenbasis, der hintere entlang der Mitte des hinteren Körperabschnitts vom Ansatz der Afterflosse bis auf den Schwanzflossenstiel. Die Schwanzflosse ist abgerundet.
- Flossenformel: Dorsale XI–XII/7–8, Anale III/8, Pectorale 17–30, Ventrale I/4, Caudale 8+9.
- Schuppenformel: SL 18–30/7–18.
- Kiemenreusenstrahlen: 3–6+7–14
- Branchiostegalstrahlen: 6

## Lebensweise

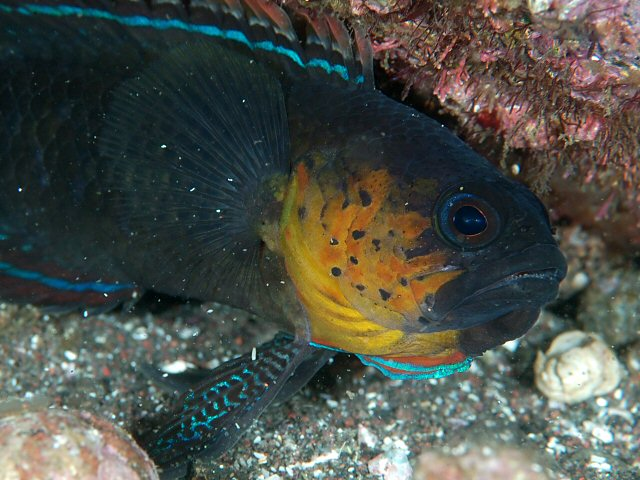
Plesiops coeruleolineatus

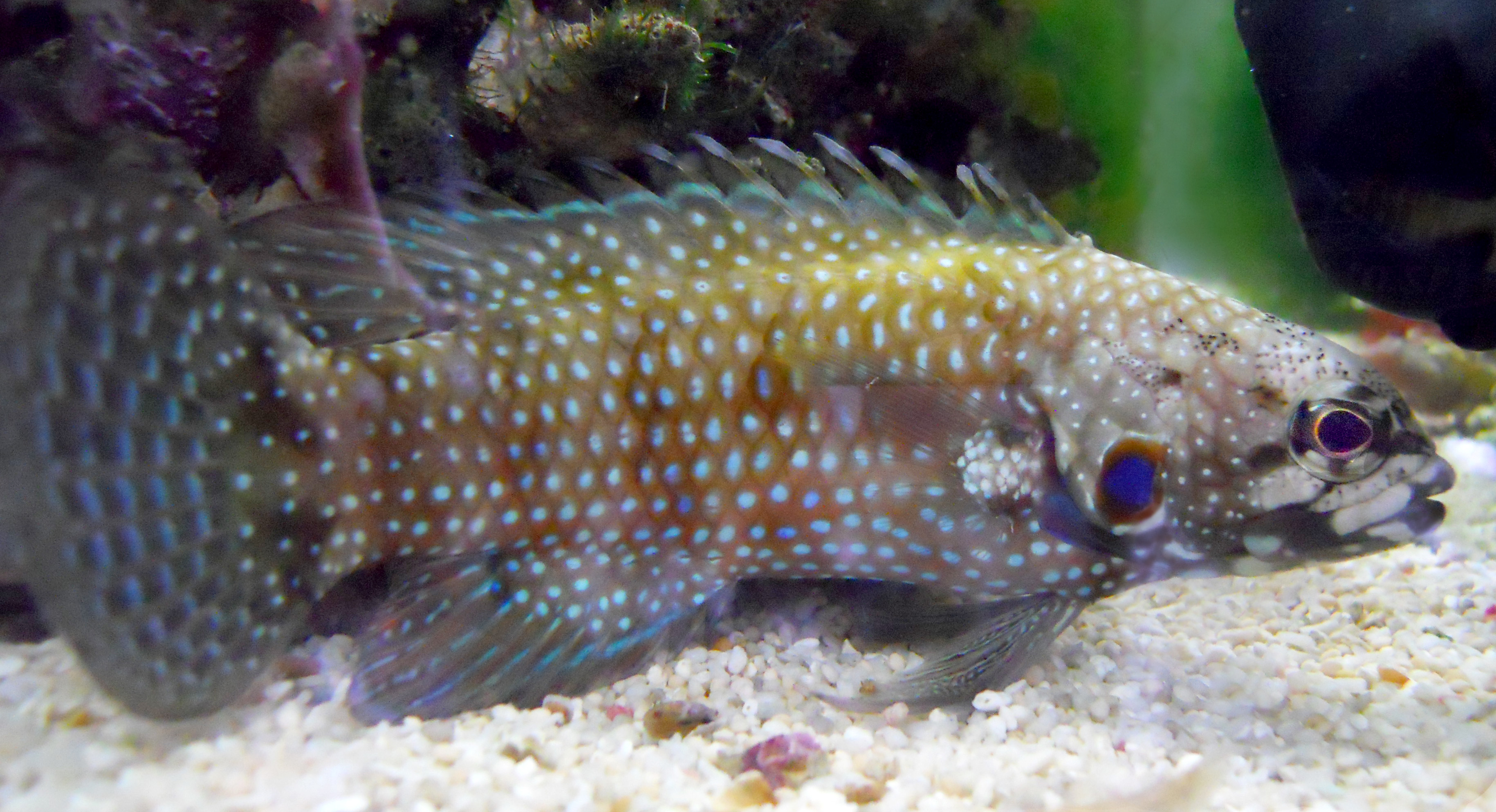
Plesiopsis corallicola

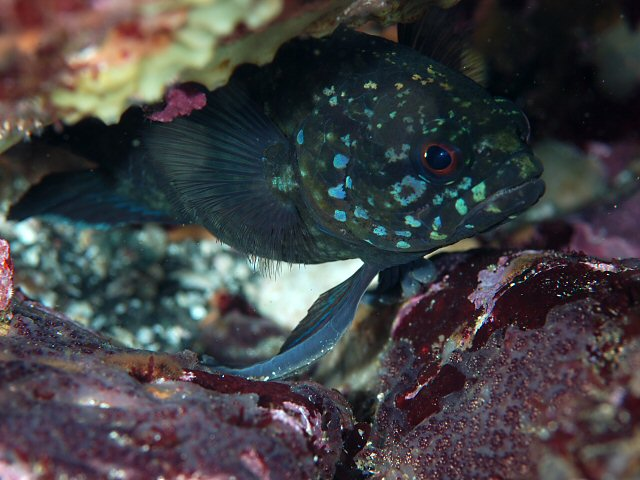
Plesiops nakaharae

Plesiops-Arten leben sehr versteckt in Tiefen von 50 bis 200 Metern und werden deshalb von Tauchern nur selten gesehen. Sie ernähren sich Krebstieren, Schnecken, kleinen Fischen und gelegentlich auch von kleinen Schlangensternen. Ihre Eier legen die Fische in einer Höhle oder einem anderen Versteck. Sie werden vom Männchen bis zum Schlupf der pelagisch lebenden Larven bewacht.

## Arten
Es gibt 17 Arten:
- Plesiops auritus Mooi, 1995.
- Plesiops cephalotaenia Inger, 1955.
- Plesiops coeruleolineatus Rüppell, 1835.
- Blaukiemen Mirakelbarsch (Plesiops corallicola Bleeker, 1853)
- Plesiops facicavus Mooi, 1995.
- Plesiops genaricus Mooi & Randall, 1991.
- Plesiops gracilis Mooi & Randall, 1991.
- Plesiops insularis Mooi & Randall, 1991.
- Plesiops malalaxus Mooi, 1995.
- Plesiops multisquamata Inger, 1955.
- Plesiops mystaxus Mooi, 1995.
- Plesiops nakaharai Tanaka, 1917.
- Schwarzer Mirakelbarsch (Plesiops nigricans (Rüppell, 1828)).
- Plesiops oxycephalus Bleeker, 1855.
- Plesiops polydactylus Mooi, 1995.
- Plesiops thysanopterus Mooi, 1995.
- Plesiops verecundus Mooi, 1995.